# Edge of Seventeen
Ne doit pas être confondu avec The Edge of Seventeen ou Edge of Seventeen (chanson).
Pour plus de détails, voir Fiche technique et Distribution.
Edge of Seventeen est un film américain sorti en 1998.

## Synopsis
Le film se passe aux États-Unis au début des années 1980, une époque où Boy George et Annie Lennox affichent clairement leur androgynie. Eric, un adolescent naïf de 17 ans de l'Ohio, apprend à assumer sa sexualité. Partagé entre son affection pour sa meilleure amie et son désir sincère pour un jeune étudiant, Eric réussit progressivement à s'accepter, aidé par une lesbienne au grand cœur. 

## Fiche technique
- Titre : Edge of Seventeen
- Réalisation : David Moreton
- Scénario : Todd Stephens
- Direction artistique : Ivor Stilin
- Décors : Sarah Leonard-Mayer
- Costumes : Ane Crabtree
- Photographie : Gina Degirolamo
- Montage : Tal Ben-David
- Musique : Tom Bailey
- Production : David Moreton, Todd Stephens, Michael Wolfson
- Société de production : Blue Streak Films
- Pays d'origine : États-Unis
- Format : Couleurs - 35 mm - 1,85:1 - Dolby Surround
- Genre : comédie dramatique, romance
- Durée : 99-103 minutes
- Date de sortie :
  -  France : 14 juin 1998
- Classification :
  -  Royaume-Uni : interdit aux moins de 15 ans[1]

## Distribution
- Chris Stafford : Eric
- Tina Holmes : Maggie
- Andersen Gabrych : Rod
- Stephanie McVay : Mom
- Lea DeLaria : Angie
- John Eby : Dad
- Antonio Carriero : Andy
- Jason Lockhart : Steve
- Tony Maietta : Gregg
- Jeff Fryer : Jonathan
- Kevin Joseph Kelly : Chuckie
- Mark Gates : Foodtown
- Stevie Reese Desmond : Ruby Rogers
- Barbie Marie : Frieda
- Craig H. Shepherd : Irate Customer
- Doug Million : Security Guard
- Clay Van Sickle : High School Party Friend
- Jason Griffith : High School Party Friend
- Jimmy Mack : barman
- Justin Leach : Party Hunk
- Jeffrey Abramson : Dan McAllistair
- Don Mitri : Teacher
- Mike Roth : Wrestling Jock
- Adam Penton : Joe Plonsky Jr.
- Tal Ben-David : serveuse
- Dina Ansden : garce
- Karen Brooks : garce
- Shannon Constantine : garce
- Edd Martin : Drag Queen
- Gregg Long : Sugar Daddy
- Ryan Florio : Boy Toy
- Twiggy : Marlene Dichtrich
- Frank Klingshin : Beer Guy
- Dominic Carrion : Miss Anita Mann
- Khalid Abdelrasoul : Grubber
- Sally Law : Grubber
- Jarred J. Nichols : Grubber
- Jay Warshak : Grubber
- Diva Delaria-Foley : Diva

## Distinctions
- Prix du Public au Festival Gay & Lesbien de San Francisco[2].